# Treble flute

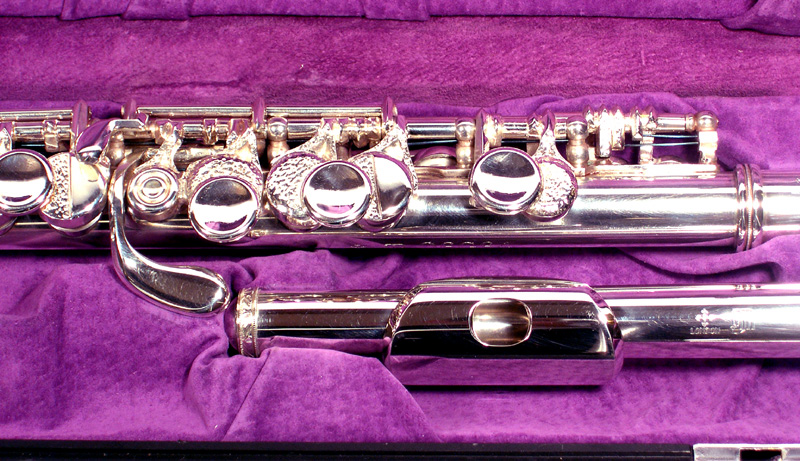
Myall-Allen G treble-fluit in G in foedraal.

De zogenaamde treble flute (sopraanfluit) in G maakt deel uit van de familie van de dwarsfluit. Het instrument is gestemd in G, een reine kwint hoger dan de gewone dwarsfluit in C. Het is een transponerend instrument: als een fluitist de noten speelt zoals geschreven klinkt alles dus een reine kwint hoger.  Het instrument moet niet worden verward met de veel gebruikelijker altfluit die ook in G staat, en precies een octaaf lager is gestemd. Sinds het verdwijnen van de zogenaamde fluitconsorten uit de Renaissance wordt het instrument maar zelden gebruikt of voorgeschreven. Sommige fluitorkesten en militaire orkesten maken er nog wel gebruik van. Enkele 19e-eeuwse opera's, zoals Ivanhoe van Arthur Sullivan schrijven het instrument voor. 
Verder wordt het instrument gebruikt in de traditionele fluitorkesten in Noord-Ierland en Schotland sinds deze van traditionele houten instrumenten overstapten op Böhmfluiten van metaal. Niet geheel toevallig bevindt een van de weinige bouwers die weer treble-fluiten in G zijn gaan maken zich in het Verenigd Koninkrijk, Myall-Allen and Flutemakers Guild. Een gebruikelijke bezetting van zulke fluitorkesten is bv.  1 piccolo in C, solo-treble-fluit in G, 1e, 2e en 3e treble-fluiten in G, solo-fluit in C, 1e en 2e fluiten in C, 1e en 2e altfluiten in G, basfluiten in C en evt. contrabasfluiten in C, naast slagwerk.